# Anklamer Verkehrsgesellschaft
Die Anklamer Verkehrsgesellschaft mbH (kurz AVG) ist ein Verkehrsunternehmen mit Sitz in Anklam, das den Busverkehr im nordöstlichen Landkreis Vorpommern-Greifswald betreibt. Neben dem Hauptstandort Anklam besitzt sie seit Mai 2017 auch noch den Betrieb Greifswald-Land mit Sitz in Helmshagen, nachdem sie die Verkehrsbetrieb Greifswald-Land GmbH abgelöst hat.

## Linienübersicht
| Linie | Start/Ziel             | Verlauf                                |
| ----- | ---------------------- | -------------------------------------- |
| 1     | Stadtverkehr Anklam    | Gewerbegebiet Süd ↔ Bahnhof ↔ Südstadt |
| 2     | Stadtverkehr Anklam    | Gellendin ↔ Lindenstraße ↔ Südstadt    |
| 101   | Anklam ↔ Usedom        | Relzow ↔ Murchin ↔ Gneventhin          |
| 102   | Anklam ↔ Wolgast       | Rubkow ↔ Zemitz ↔ Zarnitz              |
| 103   | Anklam ↔ Gützkow       | Menzlin ↔ Groß Polzin ↔ Lüssow         |
| 104   | Anklam ↔ Wahlendow     | Salchow ↔ Pamitz ↔ Groß Bünzow         |
| 105   | Anklam ↔ Züssow        | Salchow ↔ Klein Bünzow ↔ Schmatzin     |
| 106   | Anklam ↔ Jarmen        | Dersewitz ↔ Steinmocker ↔ Padderow     |
| 107   | Anklam ↔ Klempenow     | Görke ↔ Medow ↔ Iven ↔ Breest          |
| 108   | Anklam ↔ Gramzow       | Görke ↔ Medow ↔ Krien ↔ Krusenfelde    |
| 109   | Anklam ↔ Greifswald    | Salchow ↔ Karlsburg ↔ Wrangelsburg     |
| 110   | Anklam ↔ Stammersfelde | Görke ↔ Medow ↔ Krien                  |
| 111   | Anklam ↔ Rehberg       | Blesewitz ↔ Sanitz ↔ Spantekow         |
| 112   | Anklam ↔ Spantekow     | Lüskow ↔ Alt Teterin ↔ Neuenkirchen    |
| 113   | Anklam ↔ Schwerinsburg | Bargischow ↔ Neu Kosenow ↔ Ducherow    |
| 114   | Anklam ↔ Rossin        | Gnevezin ↔ Neu Kosenow ↔ Ducherow      |
| 115   | Anklam ↔ Ducherow      | Bargischow ↔ Neu Kosenow ↔ Löwitz      |
| 116   | Anklam ↔ Spantekow     | Blesewitz ↔ Alt Teterin ↔ Neuenkirchen |
| 117   | Anklam ↔ Krien         | Görke ↔ Tramstow ↔ Thurow ↔ Medow      |
| 118   | Anklam ↔ Krien         | Dersewitz ↔ Steinmocker ↔ Gramzow      |
| 119   | Anklam ↔ Schlatkow     | Salchow ↔ Menzlin ↔ Klein Bünzow       |
| 120   | Anklam ↔ Friedland     | Pelsin ↔ Sarnow ↔ Boldekow             |
| 121   | Anklam ↔ Rubenow       | Pelsin ↔ Sarnow ↔ Boldekow ↔ Putzar    |

| Linie | Start/Ziel                          | Verlauf                                  |
| ----- | ----------------------------------- | ---------------------------------------- |
| 122   | Helmshagen → Greifswald             | Dersekow → Klein Zastrow → Hinrichshagen |
| 123   | Greifswald ↔ Subzow                 | Hinrichshagen ↔ Dersekow ↔ Klein Zastrow |
| 124   | Helmshagen ↔ Gützkow                | Hinrichshagen ↔ Dersekow ↔ Behrenhoff    |
| 125   | Greifsw. → Steffenshagen → Greifsw. | Levenhagen → Wackerow                    |
| 126   | Greifswald ↔ Gützkow                | Wrangelsburg ↔ Karlsburg ↔ Züssow        |
| 127   | Greifswald ↔ Stahlbrode             | Neuenkirchen ↔ Mesekenhagen ↔ Riems      |
| 128   | Bandelin ↔ Gützkow                  | Kuntzow ↔ Schmoldow ↔ Breechen           |
| 129   | Greifswald ↔ Wolgast                | Kemnitz ↔ Kühlenhagen ↔ Katzow           |
| 130   | Helmshagen ↔ Züssow                 | Dargelin ↔ Behrenhoff ↔ Groß Kiesow      |
| 131   | Greifswald ↔ Gützkow                | Helmshagen ↔ Dargelin ↔ Groß Kiesow      |
| 132   | Helmshagen ↔ Dersekow ↔ Helmsh.     | Subzow ↔ Dargelin ↔ Behrenhoff           |
| 133   | Greifswald ↔ Jarmen                 | Helmshagen ↔ Dargelin ↔ Gützkow          |
| 134   | Gützkow → Greifswald                | Dargelin → Dersekow → Hinrichshagen      |
| 135   | Greifswald ↔ Wolgast                | Wrangelsburg ↔ Karlsburg ↔ Brüssow       |
| 136   | Gützkow ↔ Wrangelsburg              | Klein Kiesow ↔ Groß Kiesow               |
| 137   | Greifswald ↔ Wusterhusen            | Kemnitz ↔ Loissin ↔ Brünzow              |
| 138   | Greifswald ↔ Wolgast                | Kemnitz ↔ Brünzow ↔ Lubmin               |
| 139   | Lubmin ↔ Konerow                    | Wusterhusen ↔ Rubenow                    |
| 140   | Kemnitz → Helmshagen                | Guest → Greifswald, Bhf Süd              |
| 141   | Lubmin, Teufelstein → Lubin, Schule | Vierow → Brünzow → Wusterhusen           |
| 142   | Helmshagen ↔ Lubmin                 | Guest ↔ Kemnitz                          |
| 143   | Neu Boltenhagen ↔ Gützkow           | Kühlenhagen ↔ Katzow ↔ Züssow            |

Anm.: In Anklam sowie Greifswald starten alle Linien am jeweiligen ZOB.

## Fuhrpark
Ab 2000 bestand der Fuhrpark der AVG zunehmend aus Bussen des Typs Setra S 315 UL. Die ersten Niederflurbusse waren die Setra S 415 NF, welche ab 2007 erbaut wurden, nebenbei wurden auch noch einige Setra S 415 UL bestellt. Später kamen auch noch die Low-Entry-Busse Setra S 415 LE business hinzu. Für den Einsatz im Stadtbusverkehr Anklam besitzt das Unternehmen einige Mercedes-Benz Sprinter, des Weiteren auch einige Citaro 2. Nachdem der Verkehrsbetrieb Greifswald-Land von der AVG übernommen worden war, wurden auch ihre Busse Teil des Fuhrparks. Diese kommen hauptsächlich im Betrieb Greifswald-Land zum Einsatz und bestehen ausschließlich aus Bussen der Marke Setra. Im Dezember 2023 wurden die letzten Setra S 315 UL ausgemustert, auch die ältesten Setra S 415 NF sind aktuell in der Ausmusterung.

## Sonstige Leistungen

### Busschule
Seit 2002 führt das Unternehmen ein Projekt zur Verkehrserziehung an Schulen im Landkreis Vorpommern-Greifswald durch, in welchem den Schülern ein vorbildgerechtes Verhalten im Bus beigebracht wird.

### Busvermietung
Neben den Linienverkehr wird auch das Vermieten ihrer Omnibusse angeboten. So können die Busse für Reisen unterschiedlichster Art angemietet werden.

### Werkstattservice
Auf ihren beiden Betriebshöfen bietet die AVG ihre Werkstätten zum einen als DEKRA Servicestützpunkt sowie zum anderen als Evobus-Vertragswerkstatt an. Ihre Leistungen reichen von Instandsetzungsarbeiten bis hin zu Hauptuntersuchungen.